# ميك (مجلة)
ميك: (بالإنجليزية: Make:)‏ هي مجلة أمريكية تصدر كل شهرين تصدرها Maker Media  والتي تركز على ثقافة عمل مشاريع بنفسك (DIY) و / أو DIWO (افعلها مع آخرين)  مشاريع تشمل أجهزة الكمبيوتر، والالكترونيات، والروبوتات، وصنع الأدوات المعدنية والنجارة وغيرها من التخصصات. تُسوق المجلة للأشخاص الذين يستمتعون بصنع الأشياء، وتعرض المشاريع المعقدة التي يمكن أن تكتمل في كثير من الأحيان بمواد رخيصة، بما في ذلك الأدوات المنزلية. تعتبر المجلة «العضو المركزي لحركة الصناع».

## التاريخ
صدر العدد الأول منها في يناير 2005. بحلول يوليو 2016 كان قد نُشر 52 عددا. وهي متوفرة أيضًا كإصدار لجهاز iPad وإصدار رقمي من Texterity على الويب، وهو مجاني لمشتركي المجلة الحاليين. يتيح الإصدار الرقمي المستند إلى HTML إمكانية البحث ويتضمن محتوى إضافيًا مثل مقاطع الفيديو، مع المدونات والمدونات الصوتية والمنتديات التي يمكن الوصول إليها مجانًا أيضًا في موقع الويب. تسمح النسخة الرقمية أيضًا بمشاركة محدودة من المقالات مع الأصدقاء.
تحتوي المجلة على حوارات وأعمدة دوارة، لكن التركيز ينصب على مشاريع الخطوة بخطوة. يحتوي كل إصدارٍ أيضًا على قسم الأدوات مع مراجعة وتقييم الكتب والأدوات. تحتوي معظم الأعداد على موضوع عام يتعلق به عادة المقالات والأقسام الخاصة. ومن بين أبرز كتاب الأعمدة السابقة: كوري دكترو، لي د. زلوتوف، والسيد جالوبي، وبروس ستيرلنج. كما ساهم رسام الكاريكاتير روي دوتي في العديد من إصدارات المجلة.
يعتبر قسم تنمية المهارة من الأقسام المتكررة في التدريس في مجالات متنوعة مثل اللحام والإلكترونيات وصناعة القوالب.
ناشر ومؤسس المجلة هو المؤسس المشارك لأورايلي دايل دوجيرتي جنبا إلى جنب مع شيري هاس، نائب رئيس المجلة. المحرر التنفيذي مايك سنيس.
في ألمانيا والنمسا وسويسرا (DACH)، لدى Heise Zeitschriften Verlag الترخيص بإصدار طبعة باللغة الألمانية من ميك مستقلًا عن النسخة الإنجليزية. تنتج شركة Maker Media GmbH المجلة وتنشرها كل شهرين.

## ميكر فير
أطلقت المجلة حدثًا عامًّا سنويًا "للاحتفال بالفنون، والحرف، والهندسة، ومشاريع العلوم، وعقلية" افعلها بنفسك (DIY) ". تمت الدعوة إلى ميكر فير، الأول الذي عقد في 22-23 أبريل 2006، في سان ماتيو. وضمت ستة معارض وأجنحة ورش عمل، على مساحة 5 أكر (20,000 م2) في منتصف الطريق في الهواء الطلق، وضم أكثر من 100 من الصانعين العارضين، وورش عمل تطبيقية، والشروحات ومسابقات DIY.
في عام 2013، كان هناك 100 ميكر فير في جميع أنحاء العالم، بما في ذلك الصين واليابان وإسرائيل وأستراليا وأسبانيا والمملكة المتحدة وإيطاليا وأيرلندا واسكتلندا وشيلي وفرنسا والنرويج وكندا وألمانيا وهولندا، وكذلك العديد من مدن الولايات المتحدة. ما مجموعه 93 من هذه الأعمال كانت «ميني ميكر فير» مصغرة ومنظمة بشكل مستقل ومحلي.
في عام 2014، استمرت زيادة عدد معارض ميكر فير، بما في ذلك واحدا استضافه البيت الأبيض.
في عام 2017، هناك ما يزيد عن 240 ميكر فير مخطط لعقده في جميع أنحاء العالم.

## ميكرز
ميكرز (الصناع) (معنون بـ«كل أنواع الصناع الذين يصنعون أشياء مدهشة في الفناء الخلفي، المرائب، والطوابق السفلية») هو كتاب منشق. استنادًا إلى قسم المجلة الذي يحمل الاسم نفسه، فإنه يغطي مشاريع DIY ويعرض مبدعيها.

## كرافت
في أكتوبر 2006، تم إنشاء مجلة منشقة باسم كرافت (حِرَف)، لأنشطة الفنون والحرف، مما يسمح لميك بالتركيز بشكل حصري على التكنولوجيا ومشاريع DIY. في 11 فبراير 2009، أُرسلت رسائل البريد الإلكتروني إلى كرافت: يشرح المشتركون أنه بسبب ارتفاع تكاليف الإنتاج وتقلص أسواق الإعلان، ستوقف النسخة المطبوعة من كرافت: ولكنها ستظل موجودة على الإنترنت. بالإضافة إلى ذلك، ستدمج جميع المحتويات المطبوعة الأخرى في ميك:. 

## تلفاز ميك:
تلفاز ميك: كان برنامجًا تلفزيونيًا أنتجه Twin Cities Public Television وقدمه جون إدغار بارك  والذي عرض لأول مرة في يناير 2009 على محطات PBS . أُنتجت عشرة حلقات من البرنامج، حيث تضمنت مشروعات وأدلة معلوماتية، بالإضافة إلى مقاطع فيديو أنتجها المستخدمين وأُرسلت عبر الإنترنت.

## روابط خارجية
- مجلة ميك
- ميك الطبعة الرقمية
- ميكر فير
- ميك المنتدى الرسمي
- آرس تكنيكا استعراض من العدد الأول، من قبل مات وودوارد
- نيويورك تايمز "مقال حول جعل من يونيو 2005
- مقال سليت من مارس 2005
- تلفاز ميك: ، برنامج تلفزيوني أسبوعي القيام به في شراكة مع التلفزيون المدن التوأم العامة
- مما يجعلها منتدى رسمي